# ملکه جهان (همسر علاءالدین خلجی)
ملکه جهان نخستین همسر و همسر اصلی علاءالدین خلجی دومین پادشاه قدرتمند دودمان خلجی بود. او فرزند پادشاه قبلی این دودمان، جلال‌الدین فیروز خلجی عموی علاءالدین خلجی بود.